# Alihan Öztürk
Alihan Öztürk (* 15. August 1996 in Ordu) ist ein türkischer Fußballspieler.

## Karriere
Öztürk begann seine Karriere 2015 bei Orduspor, bei dem er zuvor von dessen Jugend verpflichtet wurde. Sein Debüt als Profi gab er am 28. Februar 2015 bei einem Ligaspiel gegen Karşıyaka Izmir, als er in der 46. Minute für Tolga Yılmaz eingewechselt wurde. Das Spiel verlor Orduspor mit 6:0.